# Jancsó
A Jancsó régi magyar családnév. Apanév, amely a János régi egyházi személynév rövidülése a -csó becenév képzővel. 2014-ben Magyarországon a 711. leggyakoribb családnév volt.

## Híres Jancsó nevű személyek
- Jancsó Adrienne (1921–2006) színész, előadóművész
- Jancsó Benedek (1854–1930) pedagógus, publicista
- Jancsó Elemér (1905–1971) irodalomtörténész, kritikus, szerkesztő
- Jancsó Miklós (1868–1930) orvos, belgyógyász, egyetemi tanár
- Jancsó Miklós (1903–1966) Kossuth-díjas farmakológus, hisztokémikus
- Jancsó Miklós (1921–2014) kétszeres Kossuth-díjas magyar filmrendező, forgatókönyvíró
- Jancsó Pál (1761–1845) színész
- Jancsó Sarolta (1951) magyar színésznő, színháztörténész